# Marcos do Nascimento Teixeira
Marcos do Nascimento Teixeira, mais conhecido como Marcão (Londrina, 5 de junho de 1996) é um futebolista brasileiro, que atua como zagueiro. Atualmente, joga pelo Sevilla.

## Carreira

### Avaí
Nascido em Londrina, Paraná, Marcão começou sua carreira no Atlético Paranaense, mas depois foi emprestado ao Avaí em 2014, onde iniciou sua carreira profissional no futebol. Sua estreia profissional aconteceu em 12 de abril, entrando como titular em uma derrota fora de casa por 4 a 1 para a Chapecoense, pela Taça Santa Catarina de 2014, sendo seu único jogo disputado pela equipe catarinense.

### Atlético Paranaense
Marcão retornou ao Atlético Paranaense em meados de 2014, aonde se destacou na campanha atleticana do vice-campeonato do Brasileiro Sub-20. Sua estreia profissional pelo clube em 4 de fevereiro, entrando como titular em uma derrota fora de casa por 3 a 1 para o Rio Branco-PR, pelo Campeonato Paranaense de 2015.
Na sua primeira passagem pelo Atlético Paranaense, Marcão fez 5 jogos e marcou nenhum gol, todas as partidas pelo Campeonato Paranaense de 2015.

### Guaratinguetá
Em 27 de julho de 2015, sem espaço no Atlético Paranaense, Marcão e mais 12 jogadores foram emprestados ao Guaratinguetá, após uma parceria entre os dois clubes. Estreou pelo clube em 2 de agosto, entrando como titular em uma derrota fota de casa por 1 a 0 para o Guarani, pela Série C de 2015.
Pelo Guaratinguetá, fez 8 partidas e marcou nenhum gol, todas as partidas pela Série C de 2015.

### Ferroviária
Em 14 de dezembro de 2015, foi anunciada a contratação por empréstimo de Marcão pela Ferroviária. Estreou pelo clube em 30 de janeiro de 2016, entrando como titular em uma derrota fora de casa por 1 a 0 para o Água Santa, pelo Campeonato Paulista de 2016. Seu primeiro jogo disputado em Copa do Brasil aconteceu em 17 de março, entrando como titular em uma vitória em casa por 1 a 0 sobre o Salgueiro, pela Copa do Brasil de 2017.
Pela Ferroviária, fez 18 partidas e marcou nenhum gol.

### Retorno ao Atlético Paranaense
Teve seu retorno ao Atlético Paranaense oficializado em 21 de maio de 2016, sendo integrado ao time principal após seu empréstimo. Sua reestreia pelo clube aconteceu em 26 de junho, entrando como substituto no final do segundo tempo em uma vitória em casa por 2 a 0 sobre o Grêmio, pelo Campeonato Brasileiro de 2016. Seu primeiro gol na carreira aconteceu em 14 de maio, marcando o segundo gol rubro-negro de uma derrota por goleada fora de casa por 6 a 2 para o Bahia, pelo Campeonato Brasileiro de 2017.
Na sua segunda passagem pelo Atlético Paranaense, fez 18 partidas e marcou um gol.

### Atlético Goianiense
Pouco aproveitado no Atlético Paranaense, em 12 de junho de 2017, foi anunciado o empréstimo de Marcão ao Atlético Goianiense por um contrato até o fim da temporada. Sua primeira e única partida pelo clube aconteceu em 1 de julho, entrando como titular em um empate em casa por 1 a 1 com o Santos, pelo Campeonato Brasileiro de 2017.
A passagem do zagueiro Marcão pelo Atlético Goianiense durou pouco, mais precisamente, menos de um mês. Retornando ao Atlético Paranaense em 4 de julho, com apenas um jogo disputado e nenhum gol pelo clube goiano.

### Rio Ave
Em 11 de julho de 2017, o clube português Rio Ave confirmou a contratação por empréstimo de Marcão até o final da temporada, com opção de compra por mais 4 temporadas. Estreou pela equipe em 7 de agosto, entrando como titular em uma vitória em casa por 1 a 0 sobre o Belenenses, pela Primeira Liga de 2017–18. Fez seu primeiro gol na equipe em 2 de setembro, em uma vitória em casa por 2 a 0 sobre o Cova da Piedade, pela Taça de Portugal de 2017–18.
Pelo Rio Ave, fez 25 jogos e marcou um gol.

### GD Chaves
Em 4 de julho de 2018, Marcão foi anunciado pelo GD Chaves, por um contrato de 4 temporadas. Sua estreia aconteceu em 29 de julho, entrando como titular em um empate fora de casa por 0 a 0 com penalidades de 5 a 3 vencida pelos visitantes sobre o Arouca, pela Taça da Liga de 2018–19. Seu primeiro gol pelo clube aconteceu em 18 de agosto, durante uma vitória em casa por 2 a 0 sobre o Portimonense, pela Primeira Liga de 2018–19.
Pelo GD Chaves, fez 24 jogos e marcou 3 gols.

### Galatasaray

#### 2018–19
Em 14 de janeiro de 2019, Marcão foi transferido para o clube turco Galatasaray com um contrato de três anos e meio por uma taxa inicial de 4 milhões de euros. Ele jogou sua primeira partida oficial pelo Galatasaray na 18ª rodada da Süper Lig de 2018–19, na partida contra o Ankaragücü, que foi disputada no Estádio Türk Telekom e o Galatasaray venceu por 6 a 0. Marcão, que começou a partida como titular, permaneceu em campo por 90 minutos.
Depois de ser incluído no time, jogou 90 minutos em todas as 10 partidas do campeonato, mas não pôde jogar o clássico do Fenerbahçe, na 28ª rodada do campeonato, devido a uma punição por cartão. Com o jogo contra o Benfica que aconteceu em 14 de fevereiro de 2019, pela Liga Europa da UEFA de 2018–19, na qual terminou na vitória por 2 a 1 para os visitantes, disputou o primeiro jogo em uma competição continental na carreira.
Ele terminou a temporada com 21 partidas, das quais 15 foram pela Süper Lig. Quando a temporada terminou, o Galatasaray foi campeão do Süper Lig e da Copa da Turquia.

#### 2019–20
Ele começou a temporada 2019–20 com a partida contra o Denizlispor na primeira rodada. Aos 34 e aos 43 minutos da partida, ele foi expulso do jogo ao receber um segundo cartão amarelo. Ele não encontrou a oportunidade de jogar na segunda rodada devido à sua suspensão. Embora tenha jogado 90 minutos nas 7 partidas seguintes, ele voltou a perder a décima rodada contra o Çaykur Rizespor devido à outra suspensão. Ele jogou na Liga dos Campeões da UEFA pela primeira vez no jogo do Club Brugge, em 18 de setembro de 2019.
Ele permaneceu em campo por 90 minutos em todas as 6 partidas disputadas pelo Galatasaray na Liga dos Campeões da UEFA de 2019–20. Ele terminou a temporada com um total de 39 jogos, 28 dos quais foram jogos da Süper Lig de 2019–20. Além disso, ele venceu a Supercopa da Turquia pela primeira vez em sua carreira com uma partida contra o Akhisar Belediyespor disputada em 7 de agosto de 2019, com vitória do Galatasaray por 3 a 1.

#### 2020–21

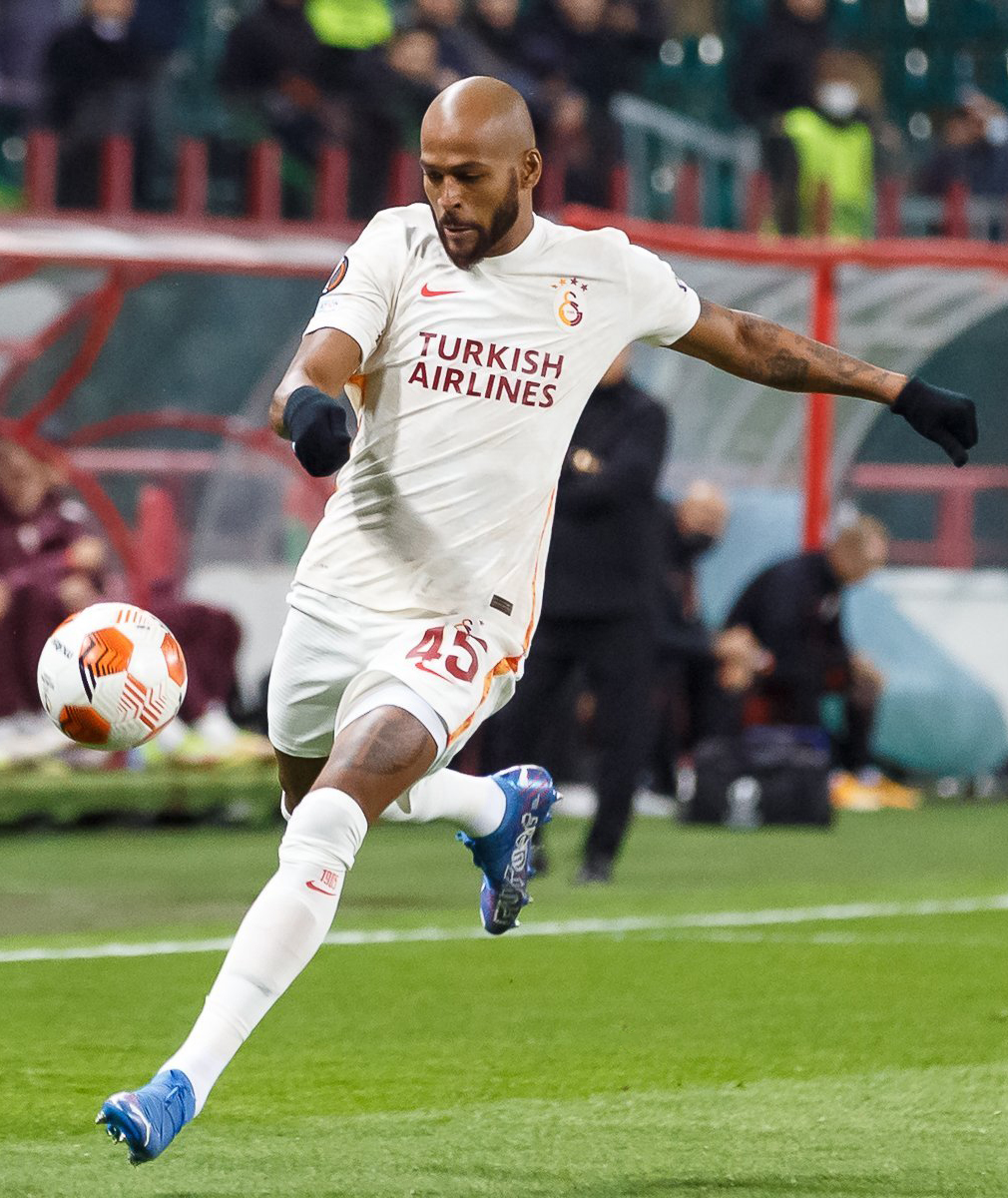
Marcão em 2021.

Enquanto o Galatasaray perdia a Süper Lig de 2020–21 com diferença de saldo de gols, Marcão se tornou o jogador mais estável do time no campeonato ao longo da temporada, permanecendo 3.325 minutos em campo em 37 partidas.

#### 2021–22
Em 22 de maio de 2021, o Galatasaray renovou o contrato de Marcão por mais duas temporadas, com um contrato até 2024.

### Sevilla
Em 8 de julho de 2022, Marcão foi anunciado pelo Sevilla.
Suas duas temporadas iniciais pelo Sevilla foram seriamente comprometidas por conta de seguidas lesões musculares. Entre julho de 2022 até março de 2024, o jogador havia disputado somente 20 partidas, tendo perdido mais que o dobro de partidas devido a danos em suas pernas.

## Vida pessoal
Seu irmão, Dionatan Teixeira, também foi jogador de futebol profissional e também atuava como zagueiro. Mas faleceu devido à ataque cardíaco durante uma partida de futebol com amigos na sua cidade-natal, Londrina, aos 25 anos. Marcão é casado e tem dois filhos.

## Títulos
Galatasaray
- Süper Lig: 2018–19
- Copa da Turquia: 2018–19
- Supercopa da Turquia: 2019

Sevilla
- Liga Europa da UEFA: 2022–23